# Daniel Alexander
Daniel Alexander (Los Ángeles, California, 18 de julio de 1991) es un exbaloncestista estadounidense, profesional durante tres temporadas. Con 2,06 metros de estatura, jugaba en la posición de ala-pívot.

## Trayectoria deportiva

### Universidad
Jugó una temporada con los Aggies de la Universidad de Texas A&M, en las que promedió 2,4 puntos y 2,3 rebotes por partido. Tras jugar un único partido con los Aggies la temporada siguiente, fue transferido a los Grand Canyon de la Universidad Grand Canyon, donde disputó dos temporadas más, en las que promedió 10,6 puntos y 5,2 rebotes por partido. En 2014 fue incluido en el mejor quinteto de debutantes de la Western Athletic Conference.

### Profesional
Tras no ser elegido en el Draft de la NBA de 2015, no fue hasta 2016 cuando debutó con los Lakeside Lightning de la State Basketball League, una liga semiprofesional de Australia Occidental, donde jugó una temporada en la que promedió 27,9 puntos, 12,8 rebotes y 3,1 asistencias por partido, siendo elegido para disputar el All-Star Geme de la competición.
Antes del comienzo de la (temporada 2016-2017 de la D-League, los Northern Arizona Suns confirmaron a Alexander entre sus jugadores. Jugó quince partidos, promediando 3,7 puntos y 2,7 rebotes, siendo despedido en febrero de 2017. Regresó a Australia para acabar la temporada con los Mount Gambier Pioneers de la South East Australian Basketball League, otra liga semiprofesional, donde acabó promediando 19,8 puntos y 9,8 rebotes por partido.
En el verano de 2017 probó con los Austin Spurs de la G League, quienes finalmente acabaron contratándole.